# Белый ушастый фазан
Белый ушастый фазан (лат. Crossoptilon crossoptilon) — вид птиц из семейства фазановых отряда курообразных.

## Описание
Общая длина тела 86—96 см. Оперение почти полностью белое, грудь, спина и крылья иногда светло-серые. На голове чёрная шапочка, хвост темный серо-зеленый, издалека кажется чёрным. Ноги красно-розовые, вокруг глаз неоперённый участок бардово-красного цвета. Молодые птицы буровато-серые, но быстро приобретают взрослое оперение. Голос — далеко разносящиеся хриплые скрипящие звуки.

## Ареал и места обитания
Белый ушастый фазан является эндемиком юго-западного Китая, где распространен на восточной окраине Тибета и соседних горных хребтах на севере провинции Юньнань, западе провинции Сычуань и юго-востоке провинции Цинхай. Обитает в древесно-кустарниковых зарослях у верхней границы высокогорных хвойных и смешанных лесов и в субальпийских березовых и рододендроновых зарослях на высоте от 3000 до 4300 м над уровнем моря. Локальное распространение этих птиц, по-видимому, определяется в первую очередь наличием воды и мест кормления, а также хищников. Белые ушастые фазаны могут быть обычными вокруг буддийских монастырей, где они находятся под защитой буддийской культуры, но обычно встречаются небольшими группами, очень разбросанными, так что плотность популяции в целом очень низкая. Зимой иногда встречаются группами до 30 особей.
Общая численность популяции этого вида оценивается в 10 000—50 000 птиц, в том числе 6 700—33 000 половозрелых особей. Считается, что популяция этого вида медленно сокращается из-за утраты среды обитания и давления со стороны охоты. К естественным врагам относятся во́роны и канюки.

## Питание
Питается склевывая пищу с земли и выкапывая луковицы.

## Размножение
В период размножения моногамны.

## Подвиды
Выделяют 4 подвида белого ушастого фазана (Crossoptilon crossoptilon):
- C. c. crossoptilon — номинативный подвид, обитает на юго-западе Китая, в том числе на юго-востоке Тибета;
- C. c. dolani — юго-восток провинции Цинхай;
- C. c. drouynii — восточный Тибет;
- C. c. lichiangense — север провинции Юньнань и юго-запад провинции Сычуань.

## Охрана
Угрозу для вида представляют вырубка лесов и охота (используется в пищу), но высокогорные леса, в которых он обитает, в настоящее время не страдают от быстрого обезлесения. В будущем опасность может представлять развитие туризма в этом регионе, что может привести к увеличению скорости утраты местообитаний. Занесен в Приложение I СИТЕС. Обитает на нескольких охраняемых территорий. Эта птица традиционно охраняется буддийской культурой.